# Intradós

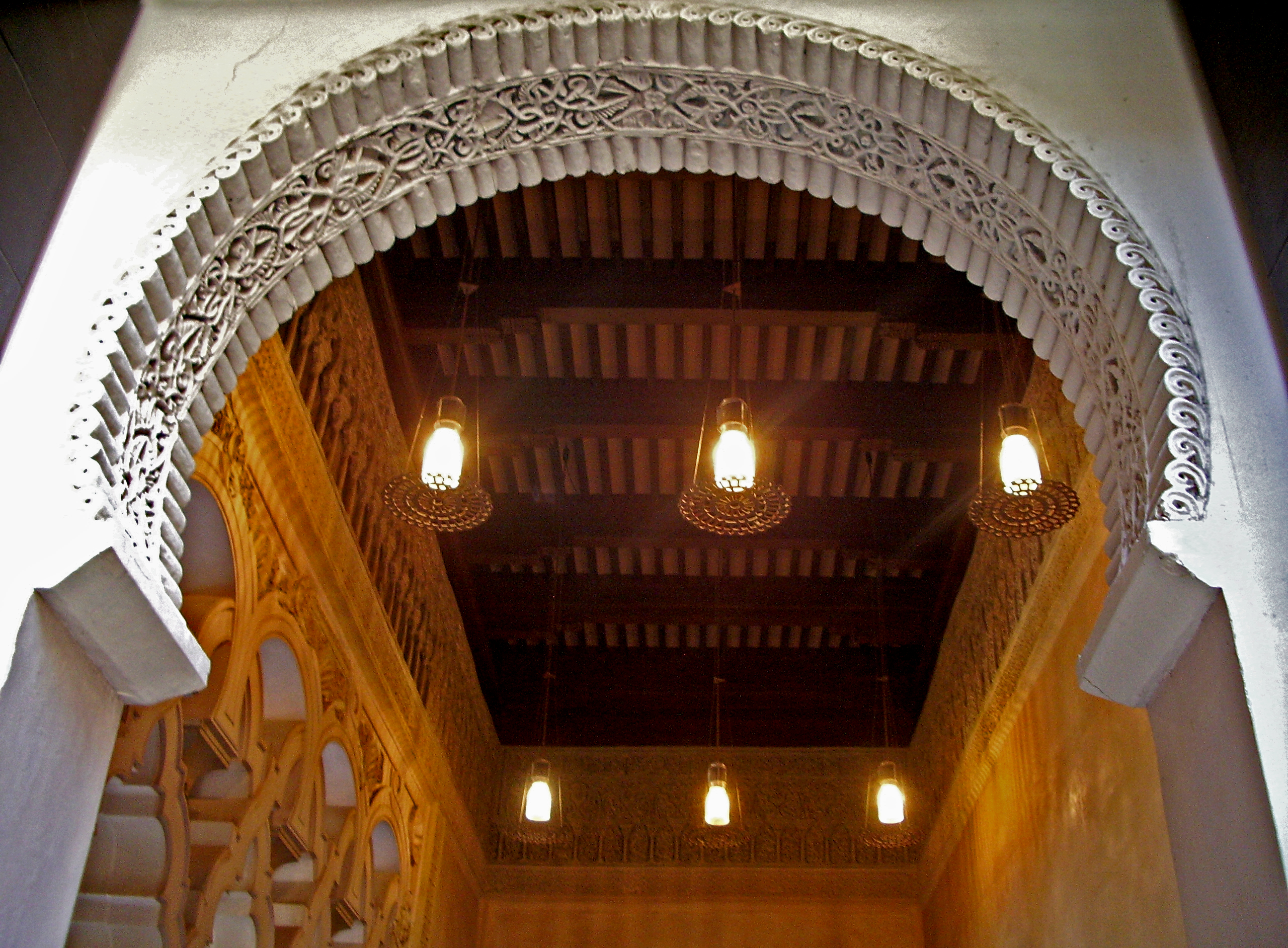
Intradós decorat a l'arc de la porta de l'alcova oriental del Saló Daurat de l'Aljaferia de Saragossa. Segle XI

L'intradós o sotavolta és un terme arquitectònic que designa la superfície interior, còncava i inferior d'un arc, volta o dovella. O la cara d'una dovella, que correspon a aquesta superfície.
 Intradós  prové del llatí  intra , dins i  dorsum , dors.
Es contraposa amb la veu extradós.

## Aeronàutica
En l'àmbit de l'aeronàutica, es diu intradós a la part inferior de l'ala d'un avió.